# Dong (Sprache)
Dong oder Kam (Eigenbezeichnung: leec Gaeml) ist die Muttersprache der gleichnamigen Dong – eine indigene Volksgruppe Chinas. Sie gehört zur Gruppe der Kam-Sui-Sprachen, einer Untereinheit der Tai-Kadai-Sprachen und ist entfernt mit den Sprachen Zhuang und Thai verwandt. Als komplexe Tonsprache verfügt sie über 13 verschiedene Töne. Niedergeschrieben wird die Sprache meist mit chinesischen Schriftzeichen. Eine 1958 entwickelte, auf dem lateinischen Alphabet basierende Dong-Schrift konnte sich kaum durchsetzen. Die Sprache ist stellenweise bedroht, da die jüngere Generation meist nur noch Chinesisch spricht. Lediglich in abgelegenen Gebieten wachsen die Kinder noch mit Dong als Muttersprache auf.
Ethnologue unterscheidet zwei Dong-Dialekte als eigene Sprachen mit den Codes doc und kmc.
Nach Tilman Spengler lassen sich zahlreiche Unterdialekte neben dem nördlichen und südlichen Dialekt unterscheiden, etwa das alte Dong, das helle Dong und das Dong des Morgengrauens; kam lan, kam tau und kam tan. Die Bezeichnung „Dong“ (dòng, 侗) stammt aus dem Chinesischen, wurde aber früher mit einem Schriftzeichen für Höhle (洞) geschrieben, um das Volk als Barbaren herabzuwürdigen.

## Phonologie und Rechtschreibung

### Anlaute
Dong hat 32 mögliche Silbenanlaute, von denen sieben (ʧ-, ʧʰ-, ʃ-, ɻ-, f-, ʦ- und ʦʰ-) nur in Fremdwörtern aus dem Chinesischen vorkommen.
| IPA | Gaeml | IPA | Gaeml | IPA | Gaeml | IPA | Gaeml | IPA | Gaeml |
| --- | ----- | --- | ----- | --- | ----- | --- | ----- | --- | ----- |
| p   | b     | t   | d     | ʨ   | j     | k   | g     | ʧ   | zh    |
| pʰ  | p     | tʰ  | t     | ʨʰ  | q     | kʰ  | k     | ʧʰ  | ch    |
| m   | m     | n   | n     | nʲ  | ny    | ŋ   | ng    | ʃ   | sh    |
| w   | w     | l   | l     | ɕ   | x     | h   | h     | ɻ   | r     |
| p   | bi    | s   | s     | j   | y     | kʷ  | gu    | f   | f     |
| pʰʲ | pi    | lʲ  | li    |     |       | kʷʰ | ku    | ʦ   | z     |
|     |       |     |       |     |       | ŋʷ  | ngu   | ʦʰ  | c     |

### Auslaute
Dong hat 64 mögliche Silbenauslaute, von denen 14 nur in chinesischen Fremdwörtern vorkommen und in der folgenden Tabelle nicht aufgeführt sind.
| IPA | Gaeml | IPA | Gaeml | IPA | Gaeml | IPA | Gaeml | IPA | Gaeml | IPA | Gaeml | IPA | Gaeml |
| --- | ----- | --- | ----- | --- | ----- | --- | ----- | --- | ----- | --- | ----- | --- | ----- |
| a   | a     |     |       | ə   | e     | e   | ee    | i   | i     | o   | o     | u   | u/uu  |
| aɪ  | ai    |     |       | əɪ  | ei    |     |       |     |       | oɪ  | oi    | uɪ  | ui    |
| aʊ  | ao    |     |       |     |       | eʊ  | eeu   | iʊ  | iu    | oʊ  | ou    |     |       |
| am  | am    | ɐm  | aem   | əm  | em    | em  | eem   | im  | im    | om  | om    | um  | um    |
| an  | an    | ɐn  | aen   | ən  | en    | en  | eem   | in  | in    | on  | on    | un  | un    |
| aŋ  | ang   | ɐŋ  | aeng  | əŋ  | eng   | eŋ  | eeng  | iŋ  | ing   | oŋ  | ong   | uŋ  | ung   |
| ap  | ab    | ɐp  | ab    | əp  | eb    | ep  | eb    | ip  | ib    | op  | ob    | up  | ub    |
| at  | ad    | ɐt  | ad    | ət  | ad    | et  | ed    | it  | id    | ot  | od    |     |       |
| ak  | ag    | ɐk  | ag    | ək  | eg    | ek  | eg    | ik  | ig    | ok  | og    | uk  | ug    |

Der Lautwert des Vokals in den Auslauten, die -ab, -ad und -ag geschrieben werden, ist [ɐ] in Silben mit den Tönen -l, -p und -c (s. u.), in Silben mit den Tönen -s, -t und -x hingegen [a]. Der Lautwert des Vokals in den Auslauten, die -eb, -ed und -eg geschrieben werden, ist [ə] in Silben mit den Tönen -l, -p und -c, in Silben in den Tönen -s, -t und -x [e].

### Töne
Dong ist eine Tonsprache. Offene Silben kommen in neun verschiedenen Tönen vor, geschlossene Silben in sechs, so dass manche Sprachwissenschaftler 13 verschiedene Töne unterscheiden. In der offiziellen Rechtschreibung werden die Töne durch Buchstaben bezeichnet, die der Silbe nachgestellt werden.
| Verlauf                          | 55    | 35     | 11     | 323   | 13     | 31     | 53    | 453           | 33    |
| Gaeml                            | -l    | -p     | -c     | -s    | -t     | -x     | -v    | -k            | -h    |
| Beispiel mit offener Silbe       | bal   | pap    | bac    | bas   | qat    | miax   | bav   | pak           | bah   |
| Bedeutung                        | Fisch | grau   | Harke  | Tante | leicht | Messer | Blatt | kaputt machen | Spreu |
| Beispiel mit geschlossener Silbe | bedl  | sedp   | medc   | bads  | pads   | bagx   |       |               |       |
| Bedeutung                        | Ente  | sieben | Ameise | Dose? | Blut   | weiß   |       |               |       |